# Telestreet
Telestreet é um movimento italiano que estabelece estações clandestinas de TV em várias áreas metropolitanas da Itália. O movimento começou em Bolonha com uma pequena teledifusora, a OrfeoTv; desde junho de 2002, esta micro-tv tem transmitido umas poucas horas por dia com um raio de alcance de cerca de 200 metros. 
Existem agora cerca de uma centena de mini estações de TV por toda a Itália.